# Sankulay Kunda Bridge
Die Sankulay Kunda Bridge (teilweise auch Janjangbureh-Sankulay Kunda Bridge genannt) ist eine 2009 bis 2010 gebaute Straßenbrücke im westafrikanischen Staat Gambia. Sie überspannt den rund 100 Meter breiten linken südlichen Seitenarm des Gambia an Janjanbureh Island und ersetzt eine bislang betriebene Flussfähre.
Die Brücke, rund ein Kilometer nördlich von dem kleinen Ort Sankulay Kunda, verbindet Janjanbureh, mit dem Sitz der Verwaltungseinheit Central River Region, besser an das Verkehrsnetz Gambias. Rund 1,5 Kilometer weiter südlich führt die Straße zur South Bank Road.
Die Grundsteinlegung erfolgte am 13. Mai 2009 bei der Überfahrt der Fähre im Beisein des Präsidenten Yahya Jammeh und des taiwanesischen Botschafters Richard Shih in Banjul. Im Juni wurde erwartet, dass die Konstruktion der Brücke im Oktober des gleichen Jahres abgeschlossen sein könnte. Beauftragt für den Bau war die senegalesische Compagnie d’Entreprise Sahelienne (CSE).
Zum Bau der Brücke hatte die Regierung von Taiwan eine Summe von 2,75 Millionen US-Dollar gespendet, die ihr Botschafter am 8. Juni 2009 übergeben hatte. Bei der Übergabe des Schecks betonte Jammeh, wie wichtig die Brücke für die Region sei, und er erinnerte daran, dass es in der Vergangenheit zu mehreren tragischen Unfällen gekommen war, darunter ein Unfall aus dem Jahr 1992, bei dem ein Bus der Gambia Public Transport Corporation (GPTC) in den Fluss stürzte.
Die gesamten Baukosten wurden auf drei Millionen US-Dollar veranschlagt (= 78 Millionen Dalasi). Ursprünglich wurde eine Betonbrücke geplant, deren Bau aber teurer gewesen wäre (5,5 Millionen US-Dollar) als das aktuelle Projekt und nur eine Lebenserwartung von rund 45 Jahre gehabt hatte. Nun wurde eine Stahlbrücke mit einer Lebenserwartung von 100 Jahren errichtet. Die Brücke ist 121,9 Meter lang und 7,32 Meter breit, die Kapazität der Brücke beträgt 350 Tonnen. Sie hatte einen 1,5 Meter breiten Fußweg erhalten.
Die Brücke wurde am 13. Juli 2010 im Beisein des Präsidenten Jammeh feierlich eingeweiht.

## Dies und das
Eine Schwimmbrücke existierte an dieser Stelle von 1925 bis 1931.